# نبيل كاظم عبد الصاحب
نبيل كاظم عبد الصاحب وهو سياسي عراقي، ولد عام 1965 في بغداد شغل منصب رئيس كل من جامعة النهرين بين 2014 و2019، وجامعة ذي قار بين 2012 و2014. تسلم في 7 مايو 2020 وزارة التعليم العالي في حكومة مصطفى الكاظمي ولد في بغداد عام 1965.

## التحصيل المهني
- ماجستير والبكالوريوس حاصل على لقب بروفسور عام 2008
- رئيس جامعة النهرين 2014-2019
- رئيس جامعة ذي قار 2012-2014
- عميد كلية الهندسة الخوارزمي / جامعة بغداد 2003-2012
- رئيس قسم عمليات التصنيع 2001-2003
- أستاذ الدراسات العليا كلية الهندسة جامعة بغداد، جامعة ذي قار، جامعة النهري)
- تدريسي في كلية الهندسة / جامعة 1995-2002
- رئيس وعضو لجان المناقشات للدراسات العليا في مختلف الجامعات العراقة.
- رئيس وعضو هيئة تحرير المجلات العلمية داخل وخارج العراق.
- حاصل على جائزة التعليم العالي في التأليف في الكتب العلمية.
- حاصل على جائزة التعليم العالي في نشر البحث العلمي.
- حاصل على جائزة التعليم العالي الرئيس الجامعة الذي حقق أكثر إنجازات 2016.
- حاصل على جائزة النزاهة في وزارة التعلية العالي والبحث العلمي 2010[3]
- نال «جائزة أفضل كتاب مؤلف» من قبل وزارة التعليم العالي والبحث العلمي عام 2017، و«جائزة سقراط» لأفضل قائد للعلم والتعلم عام 2016.
- حاصل على دكتوراه في الهندسة الميكانيكية عام 2001 من «جامعة غوبكن الحكومية الروسية للنفط والغاز» في روسيا، وكل من ماجستير عام 1995، وبكالوريوس عام 1990 في الاختصاص ذاته من جامعة بغداد.